# Horia Toboc
Horia Toboc (né le 7 février 1955 à Ianca) est un athlète roumain, spécialiste du 400 mètres et du 400 mètres haies. 

## Biographie
En 1979, il termine 3e sur 400 mètres lors des championnats d'Europe en salle, derrière le Tchécoslovaque Karel Kolář et l'Italien Stefano Malinverni.
Horia Toboc a remporté les championnats de Roumanie sur 400 mètres à neuf reprises (1977-1982, 1984-1986) ; et sur 400 mètres haies, également à neuf reprises (1976-1980, 1982, 1984-1986).

### Palmarès
| Date | Compétition                    | Lieu         | Résultat | Épreuve     | Performance |
| ---- | ------------------------------ | ------------ | -------- | ----------- | ----------- |
| 1978 | Championnats d'Europe          | Prague       | 8e       | 400 m haies | 50 s 46     |
| 1979 | Championnats d'Europe en salle | Vienne       | 3e       | 400 m       | 46 s 86     |
| 1980 | Championnats d'Europe en salle | Sindelfingen | 4e       | 400 m       | 46 s 95     |
| 1980 | Jeux olympiques                | Moscou       | 6e       | 400 m haies | 49 s 84     |

### Records
| Épreuve          | Performance | Lieu      | Date             |
| ---------------- | ----------- | --------- | ---------------- |
| 400 mètres       | 45 s 87     | Mexico    | 9 septembre 1979 |
| 400 mètres haies | 49 s 64     | Stuttgart | 5 juin 1980      |